# Lac Ōnuma
Le lac Ōnuma (大沼, Ōnuma) est un lac d'eau douce situé dans le nord de l'île de Hokkaidō au Japon.

## Géographie

### Situation
Le lac Ōnuma est situé sur le territoire de la ville de Wakkanai, à la pointe nord de l'île de Hokkaidō. Il est relié à la baie de Sōya par le fleuve Koetoi.

### Topographie

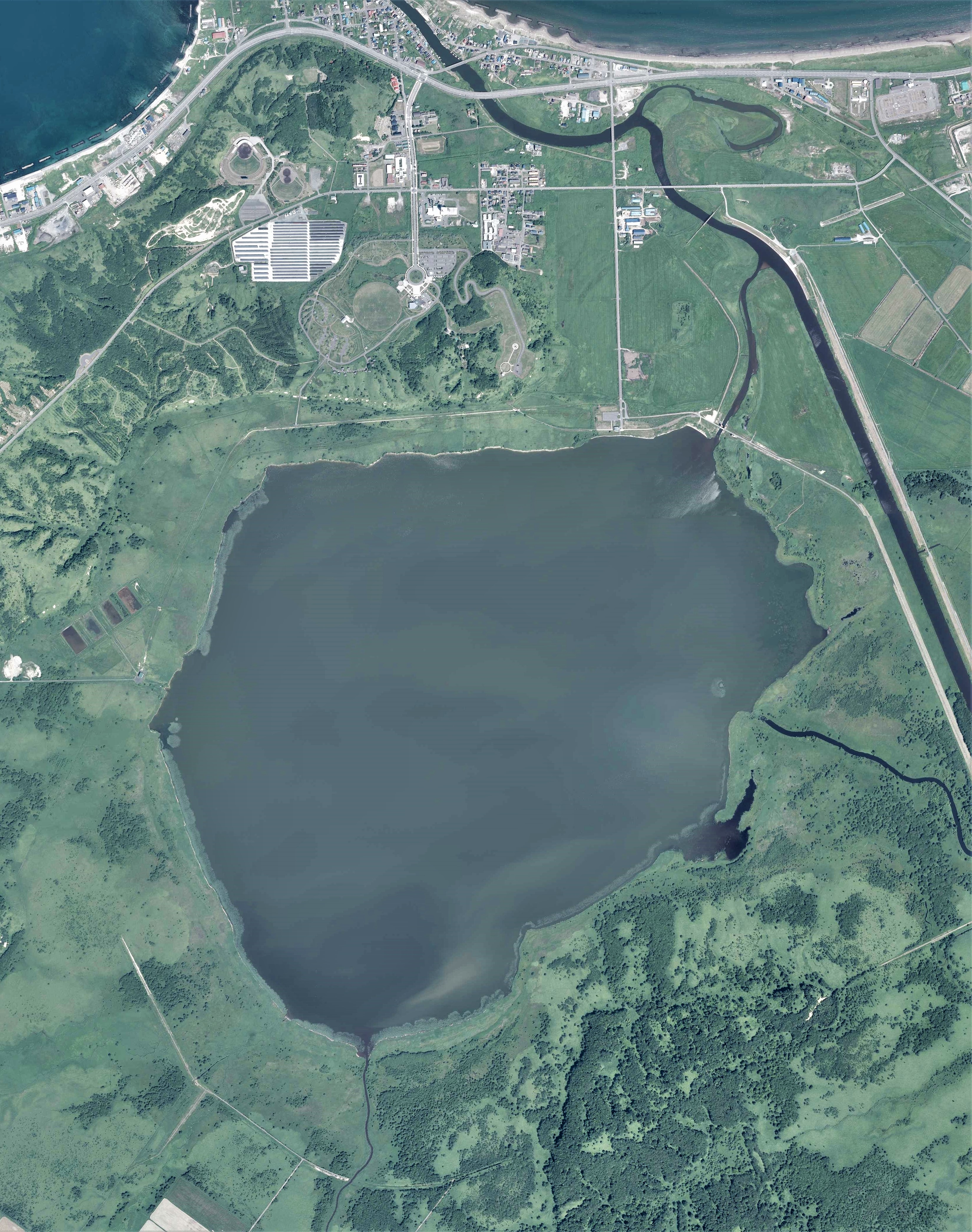
Vue aérienne du lac.

Le lac Ōnuma a une superficie totale de 4,67 km2 pour un périmètre de 12 km.

## Faune
Le lac offre un lieu de repos en automne aux cygnes de Bewick en route vers leurs aires d'hivernage, et au printemps à leur retour.